# Hermanniella diversisetosa
Hermanniella diversisetosa är en kvalsterart som beskrevs av Hammer 1966. Hermanniella diversisetosa ingår i släktet Hermanniella och familjen Hermanniellidae. Inga underarter finns listade i Catalogue of Life.